# Sail Amsterdam 2015

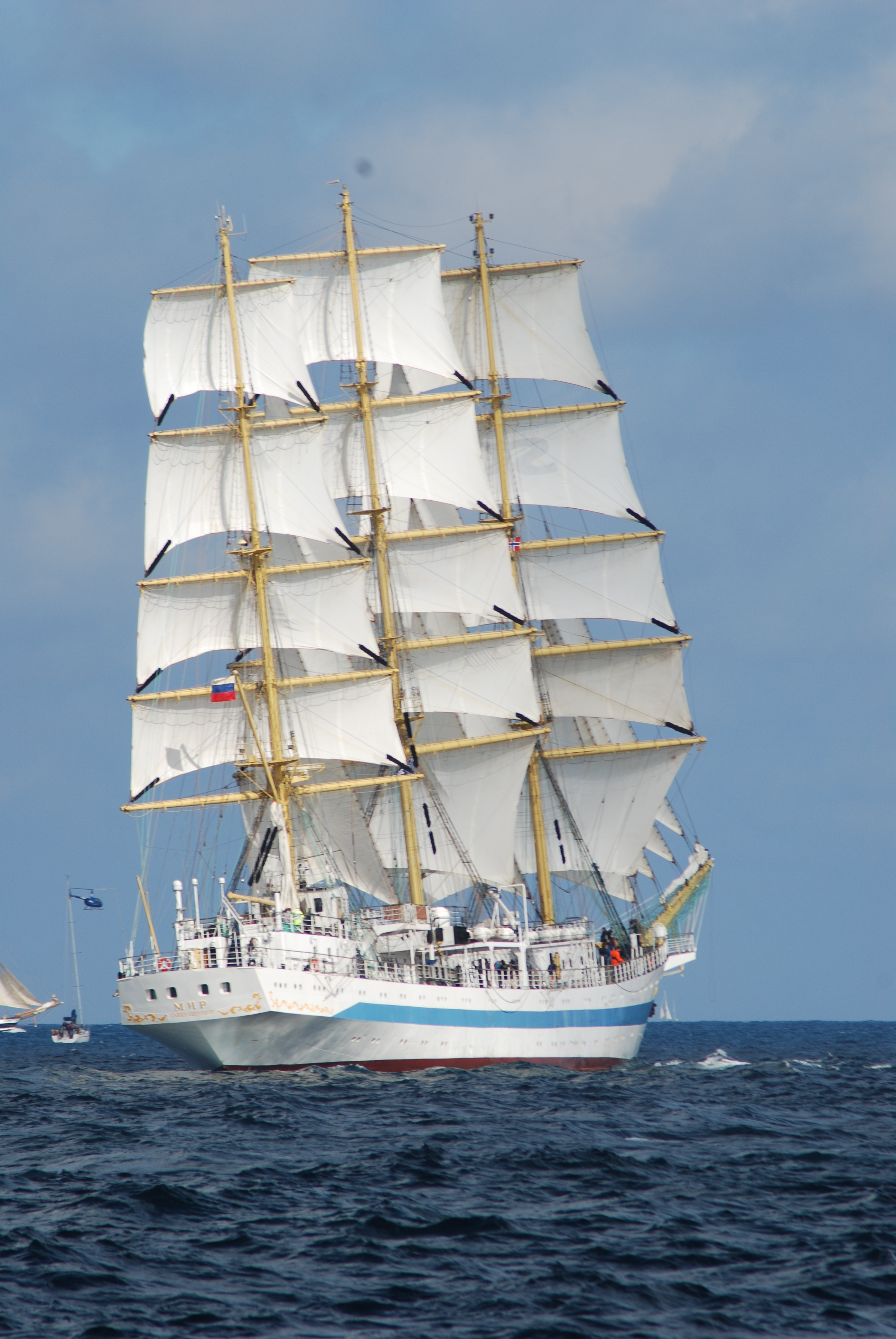
De Mir onder zeil

Sail Amsterdam 2015 was de negende editie van het zeilevenement Sail Amsterdam. Het nautisch festijn duurde voor het eerst niet vier, maar vijf dagen en vond plaats van woensdag 19 tot en met zondag 23 augustus 2015. 

## Aankomst

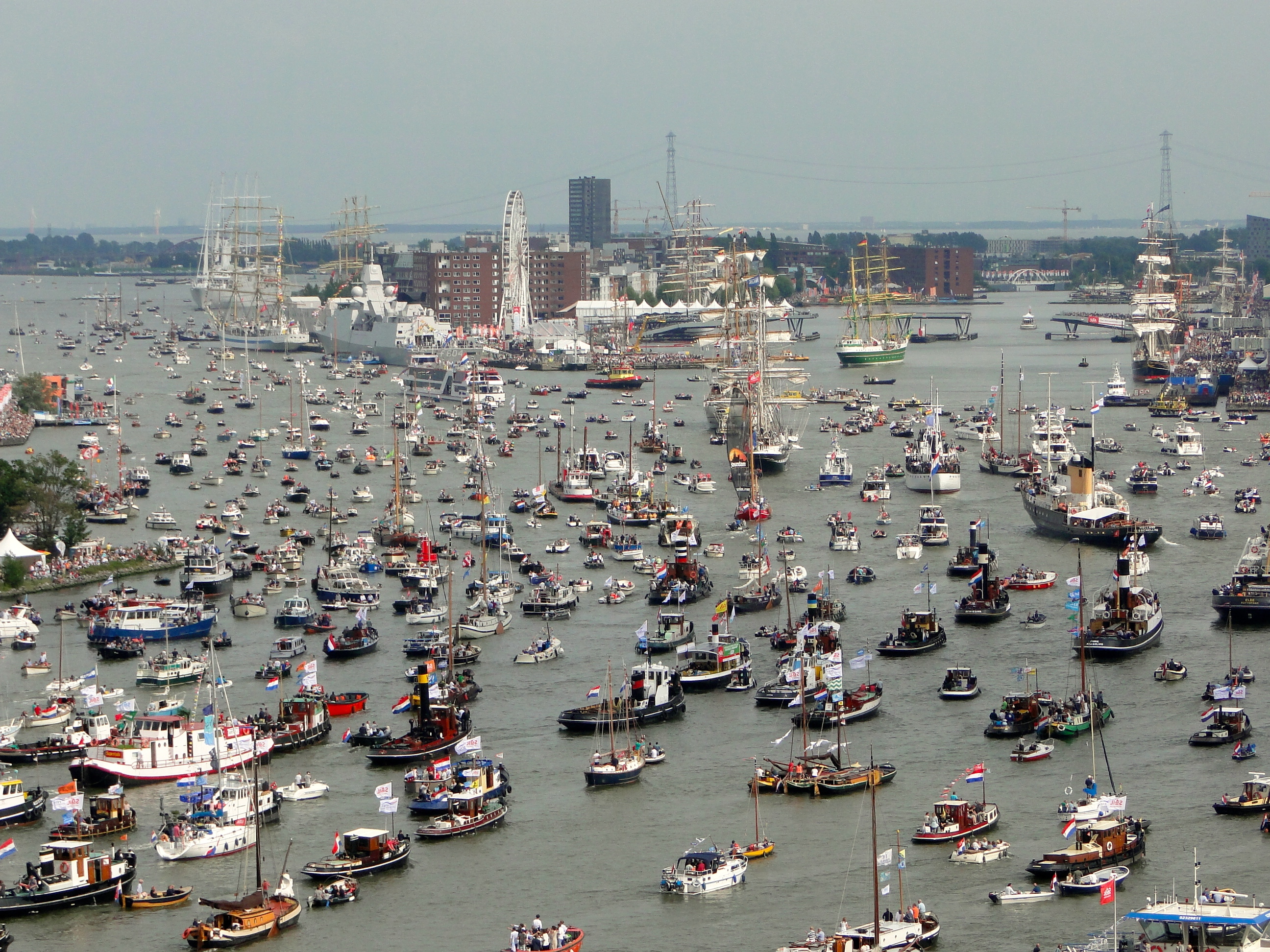
Het IJ tijdens de intocht

In november 2014 was al aangekondigd dat Sail 2015 een record aantal schepen verwachtte. Aan de Sail-In parade - de intocht van de zeilschepen over het Noordzeekanaal - deed dit jaar ook een drietal eskaders varend erfgoed mee. Er was een eskader voor historische schepen, waaronder schepen van de Landelijke Vereniging tot Behoud van het Historisch Bedrijfsvaartuig, Vereniging van Booteigenaren "Oude Glorie" en de Stichting Stamboek Ronde- en Platbodem jachten met de Vereniging van Vrienden van de SSRP, een eskader sleepboten van de Stichting tot Behoud van Authentieke Stoomvaartuigen en Motorsleepboten en van de Vereniging de Motorsleepboot, een ander voor vissersboten van de Stichting Behoud Hoogaars, de Vereniging Botterbehoud en de Stichting Kotterzeilen en kotterbehoud.

## Vertrek
De Sail-out - dit jaar de 'Thank You parade' genoemd - vond voor het eerst plaats op zondag, vanaf 16 uur aan het eind van de laatste dag. Bij alle voorgaande edities vond het vertrek van de schepen plaats op maandag, na afloop van het evenement. Dit was de eerste keer dat alle schepen tegelijk de havens verlieten. In vorige jaren vertrokken sommige schepen eerder, nu bleven enkele schepen langer liggen.

## Weinig problemen
Er werden relatief weinig grote incidenten gemeld, gezien het aantal bezoekers. Bij Sail-in viel een bemanningslid van de Mir overboord, een Russisch tallship, maar raakte niet gewond. Er overleed gedurende het vuurwerk op de avond een te water geraakte man aan de Sumatrakade. De politie hield 20 zakkenrollers aan, tegen 63 meldingen van zakkenrollerij. Bij slechts 16 schippers werd bij de 537 alcoholcontroles op het water dronkenschap aangetoond via een te hoog percentage alcohol.

## Bezoekersaantallen

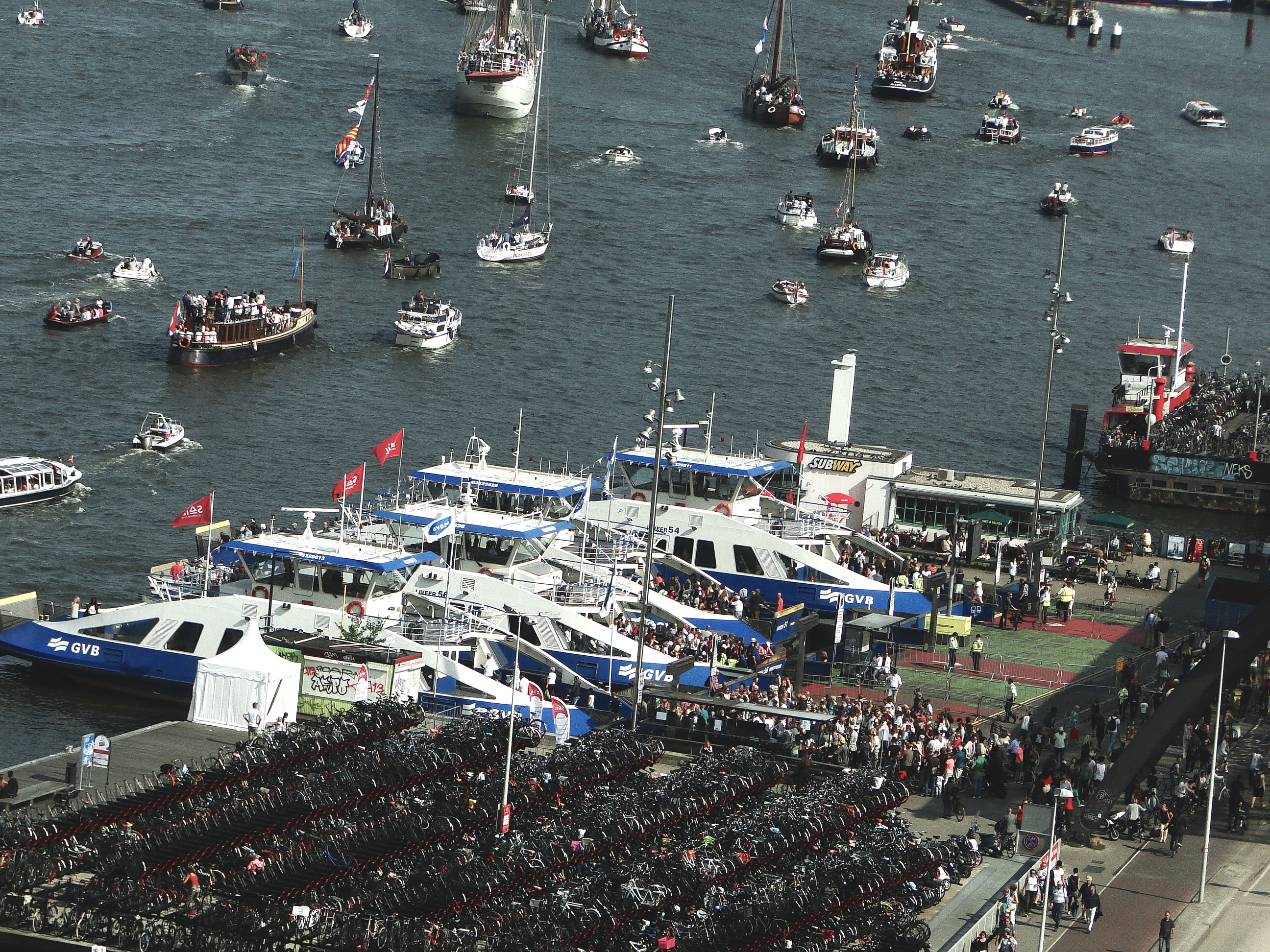
Veren Centraal Station tijdens Sail

De organisatie had laten weten dat men dit jaar rekening hield met de komst van twee miljoen bezoekers. Deze editie werden er verdeeld over de vijf dagen ongeveer 2,3 miljoen bezoekers geteld.